# Danish Touringcar Championship
Danish Touringcar Championship, förkortas DTC (för att inte blandas ihop med Dutch Touring Car Championship), tidigare Danish Touringcar Challenge, var ett danskt standardvagnsmästerskap. Mästerskapet startades år 1999 och slogs ihop med Swedish Touring Car Championship, det svenska mästerskapet, till säsongen 2011 och bildade Scandinavian Touring Car Championship. Privatklassen i Danish Touringcar Championship hette DTC Cup och startades 2003.
År 2010 kördes även fyra helger tillsammans med Swedish Touring Car Championship, vilka ingick i Scandinavian Touring Car Cup.

## Reglemente
Danish Touringcar Championship kördes med Super 2000-bilar.

### Poängberäkning
| 1:a | 2:a | 3:a | 4:a | 5:a | 6:a | 7:a | 8:a | 9:a | 10:a | 11:a | 12:a | 13:e | 14:e | 15:e |
| --- | --- | --- | --- | --- | --- | --- | --- | --- | ---- | ---- | ---- | ---- | ---- | ---- |
| 20  | 17  | 15  | 13  | 11  | 10  | 9   | 8   | 7   | 6    | 5    | 4    | 3    | 2    | 1    |

## Säsonger
| År   | Mästare         | Team                          | Bil               |
| ---- | --------------- | ----------------------------- | ----------------- |
| 1999 | Jesper Sylvest  | Sylvest Motorsport            | Peugeot 306 GTi   |
| 2000 | Michael Carlsen | Team Carlsen BP               | Peugeot 306 GTi   |
| 2001 | Michael Carlsen | Team Carlsen BP               | Peugeot 306 GTi   |
| 2002 | Jason Watt      | Peugeot Statoil Motorsport    | Peugeot 307 XSi   |
| 2003 | Jan Magnussen   | Peugeot Statoil Motorsport    | Peugeot 307 GTi   |
| 2004 | Casper Elgaard  | Team Essex Invest             | BMW 320i          |
| 2005 | Casper Elgaard  | Team Essex Invest             | BMW 320i          |
| 2006 | Casper Elgaard  | Team Essex Invest             | BMW 320si         |
| 2007 | Michel Nykjær   | SEAT Racing Team              | SEAT León         |
| 2008 | Jan Magnussen   | Den Blå Avis Fleggaard Racing | BMW 320si         |
| 2009 | Michel Nykjær   | Chevrolet Motorsport Danmark  | Chevrolet Lacetti |
| 2010 | Casper Elgaard  | Team Telesikring              | BMW 320si         |